# Popivka, Onufriivka
Popivka (în ucraineană Попівка) este localitatea de reședință a comunei Popivka din raionul Onufriivka, regiunea Kirovohrad, Ucraina.

## Demografie
Componența lingvistică a localității Popivka
     Ucraineană (98,79%)
     Rusă (1,07%)
     Alte limbi (0,13%)
Conform recensământului din 2001, majoritatea populației localității Popivka era vorbitoare de ucraineană (98,79%), existând în minoritate și vorbitori de rusă (1,07%).